# توب بليت
باور توب بليت ، هو مسلسل أنمى كويتي و سوري عُرض لأول مرة في عرض على قناة سبيستون سنة 2015. وهو عن مجموعة من الشخصيات تحترف لعبة البلابل، تدور قصة المسلسل عن مشاركة هذه الشخصيات في البطولات والدوريات المختلفة.

## الشخصيات
- سليم وبلبله هو النمر الناري
- رؤى وبلبلها هو قرن الوعل
- مهند و بلبله التنين الأسود
- تامر وبلبله أجنحة الصقر
- رواد وبلبله القرش المفترس
- بسام وبلبله الوحش الصخري
- اروى و بلبلها العقرب السام
- ⁩روعة و بلبلها الوحش
- ربا و بلبلها الناب المدمر
- وسام و بلبله المرعب
- لؤي و بلبله قرن الوحش
- علا و بلبلها العنكبوت السام
- حسان و بلبله متعدد الرؤوس

## المؤدون الصوتيون
- بثينة شيا - سليم
- كامل نجمة - مهند
- رأفت بازو- بسام
- رغدة الخطيب - تامر
- لينا ضوا - رؤى
- إياس أبو غزالة - كفاح
- لمى هاشم - مجد
- إيفلين حسن - اروى - سهى
- روبين عيسى - سامح
- باسل الرفاعي - رواد
- أسيمة يوسف - لؤي
- هبة شالاتي - المعلمة
- رشا بيدس - روعة
- طالب الرفاعي - وسام
- شهناز سليم - علا
- مهجة الشيخ - ربا
- كريستين شحود -
- نضال جوهر
- يحيى الكفري
- حنان شقير - حسان
- محمد خير أبو حسون
- مروان فرحات